# On My Way
Az On My Way (magyarul: Utamon) a szlovén Omar Naber dala, mellyel Szlovéniát képviselte a 2017-es Eurovíziós Dalfesztiválon, Kijevben. Az előadó a Radiotelevizija Slovenija közszolgálati televízió EMA 2017 című dalválasztó műsorában nyerte el a jogot, hogy képviselje az országot a dalfesztiválon.

## Eurovíziós Dalfesztivál
A dalt az Eurovíziós Dalfesztiválon a május 9-i első elődöntőben adta elő, fellépési sorrendben tizenhetedikként az Örményországot képviselő Artsvik Fly with Me című dala után és a Lettországot képviselő Triana Park Line című dala előtt. Az elődöntőben a tizenhetedik helyen végzett, így nem jutott tovább a május 13-i döntőbe.
A következő szlovén induló Lea Sirk Hvala, ne! című dala volt a 2018-as Eurovíziós Dalfesztiválon.